# Leon II., bizantski car
Leon II. ili Lav II. (lat. Flavius Leo Iunior Augustus, starogrč. Λέων Β') (?, 467. – ?, 17. studenog 474.), istočnorimski car u kratkom periodu tijekom 474. godine. Bio je sin Zenona i kćeri cara Leona I., Arijadne. Postao je prestolonasljednik 473. godine kada ga je njegov djed, car Leon I. proglasio cezarom, a okrunjen je za cara 474. godine nakon njegove smrti. Sam je vladao tri tjedna, a tada je za suvladara proglasio oca Zenona. Vladali su zajedno do smrti mladog Leona II., koji je umro ili prirodnom smrću ili je bio otrovan. Naslijedio ga je otac Zenon.
| Prethodnik: | Bizantski carevi (474.) | Nasljednik: |
| Leon I.     | Bizantski carevi (474.) | Zenon       |